# Белец (Солецкий район)
Белец — деревня в Солецком районе Новгородской области.

## География
Находится в западной части Новгородской области на расстоянии приблизительно 6 км на восток-северо-восток по прямой от районного центра города Сольцы на левом берегу Шелони.

## История
Отмечалась еще как безымянное поселение на карте 1942 года. До 2020 года входила в состав Выбитского сельского поселения.

## Население
Численность населения: 9 человек (русские 89 %) в 2002 году, 1 в 2010.